# Cal Tresa
Cal Tresa és una obra de Bellver de Cerdanya (Baixa Cerdanya) inclosa a l'Inventari del Patrimoni Arquitectònic de Catalunya.

## Descripció
Casa de pagès forta tan en el cultiu de la terra com en la ramaderia. Té la típica era interior d'una gran masia cerdana, amb àmplies quadres i pallers pel bestiar, essencialment vaques de llet eugues. Els badius i pallisses estan recolzats sobre uns grans pilars de pedra i les seves obertures tenen brancals i llindes també de pedra. La casa mira a migdia i està formada per planta baixa, dos pisos i golfes. Els seus finestrals rectangulars són emmarcats per llindes i muntants de pedra. El balcó amb barana de ferro està enllosat.